# Курнаков, Георгий Васильевич
Георгий Васильевич Курнаков (31 марта [12 апреля] 1887, Мариуполь, Екатеринославская губерния — 20 октября 1977, Херсон) — советский художник-живописец, Заслуженный деятель искусств УССР (1967).

## Биография
Родился 31 марта (12 апреля) 1887 года в Мариуполе. Со временем с семьёй переехал в город Херсон.
В 1907 году окончил Херсонскую учительскую семинарию. В 1916 году окончил Киевское художественное училище, где учился у А. Мурашко.
С 1956 года член Союза художников Украины.
В 1967 году получил звание Заслуженного деятеля искусств УССР.
Умер 20 октября 1977 года в Херсоне.

## Творческая деятельность

### Произведения
- Киев. Золотые купола (1916);
- Суда на ремонте (1927);
- серия «Архитектура старого Херсона» (1930);
- Днепровские просторы (1952);
- Облака над степью (1956);
- Осенью в Херсонском гидропарке (1965);
- Днепр под Херсоном (1967).

### Выставки
- Выставки Киевского общества художников «Кольцо»;
- Выставки Ассоциации художников Красной Украины.